# Liste der Eisenbahntunnel in Thüringen
Die Liste der Eisenbahntunnel benennt alle Eisenbahntunnel in Thüringen.

## Liste
| Tunnel                                             | Länge  | Jahr der Eröffnung | Strecke                                      | Lage                                              |
| -------------------------------------------------- | ------ | ------------------ | -------------------------------------------- | ------------------------------------------------- |
| Tunnel Bleßberg                                    | 8326 m | 2017               | Schnellfahrstrecke Nürnberg–Erfurt           | zwischen Neuhaus und Eisfeld                      |
| Tunnel Silberberg                                  | 7407 m | 2017               | Schnellfahrstrecke Nürnberg–Erfurt           | bei Großbreitenbach                               |
| Finnetunnel                                        | 6886 m | 2015               | Neubaustrecke Erfurt–Leipzig/Halle           | bei Rastenberg                                    |
| Brandleitetunnel                                   | 3039 m | 1883               | Bahnstrecke Neudietendorf–Ritschenhausen     | zwischen Gehlberg und Oberhof                     |
| Tunnel Brandkopf                                   | 1650 m | 2017               | Schnellfahrstrecke Nürnberg–Erfurt           | bei Langewiesen                                   |
| Küllstedter Tunnel (stillgelegt)                   | 1530 m | 1880               | Bahnstrecke Leinefelde–Treysa (Kanonenbahn)  | bei Küllstedt                                     |
| Tunnel Fleckberg                                   | 1465 m | 2017               | Schnellfahrstrecke Nürnberg–Erfurt           | bei Katzhütte                                     |
| Tunnel Augustaburg                                 | 1400 m | 2017               | Schnellfahrstrecke Nürnberg–Erfurt           | bei Erfurt                                        |
| Tunnel Sandberg                                    | 1320 m | 2017               | Schnellfahrstrecke Nürnberg–Erfurt           | bei Ilmenau                                       |
| Tunnel Baumleite                                   | 1317 m | 2017               | Schnellfahrstrecke Nürnberg–Erfurt           | bei Schalkau                                      |
| Tunnel Goldberg                                    | 1148 m | 2017               | Schnellfahrstrecke Nürnberg–Erfurt           | bei Masserberg                                    |
| Tunnel Masserberg                                  | 1051 m | 2017               | Schnellfahrstrecke Nürnberg–Erfurt           | bei Masserberg                                    |
| Tunnel Müss                                        | 745 m  | 2017               | Schnellfahrstrecke Nürnberg–Erfurt           | bei Schalkau                                      |
| Tunnel Lohmeberg                                   | 660 m  | 2017               | Schnellfahrstrecke Nürnberg–Erfurt           | bei Gehren                                        |
| Tunnel Rehberg                                     | 595 m  | 2017               | Schnellfahrstrecke Nürnberg–Erfurt           | bei Masserberg                                    |
| Tunnel Tragberg                                    | 550 m  | 2017               | Schnellfahrstrecke Nürnberg–Erfurt           | bei Langewiesen                                   |
| Förthaer Tunnel                                    | 544 m  | 1858               | Bahnstrecke Eisenach–Lichtenfels (Werrabahn) | zwischen Eisenach und Förtha                      |
| Tunnel Behringen                                   | 465 m  | 2017               | Schnellfahrstrecke Nürnberg–Erfurt           | bei Stadtilm                                      |
| Tunnel Altenburg 1957–1959 abgetragen              | 375 m  | 1878               | Bahnstrecke Leipzig–Hof                      | zwischen Altenburg und Paditz                     |
| Mühlenberg-II-Tunnel (stillgelegt)                 | 343 m  | 1880               | Bahnstrecke Leinefelde–Treysa (Kanonenbahn)  | zwischen Effelder und Großbartloff                |
| Entenberg-Tunnel (stillgelegt)                     | 288 m  | 1880               | Bahnstrecke Leinefelde–Treysa (Kanonenbahn)  | zwischen Großbartloff und Lengenfeld unterm Stein |
| Friedrichrodaer Tunnel                             | 279 m  | 1876               | Friedrichrodaer Bahn                         | zwischen Waltershausen und Friedrichroda          |
| Lauschensteintunnel                                | 275 m  | 1912               | Bahnstrecke Coburg–Ernstthal am Rennsteig    | zwischen Lauscha und Ernstthal am Rennsteig       |
| Rote Bügel-Tunnel                                  | 270 m  | 1893               | Bahnstrecke Zella-Mehlis–Wernshausen         | zwischen Benshausen und Viernau                   |
| Schlossbergtunnel Greiz                            | 270 m  | 1875               | Bahnstrecke Gera Süd–Weischlitz              | zwischen Neumühle und Greiz                       |
| Rüßdorfer Tunnel                                   | 264 m  | 1875               | Bahnstrecke Gera Süd–Weischlitz              | zwischen Berga/Elster und Neumühle                |
| Hainbergtunnel (stillgelegt)                       | 240 m  | 1879               | Bahnstrecke Neumark–Greiz                    | zwischen Greiz Aubachtal und Greiz                |
| Zellaer Tunnel                                     | 233 m  | 1883               | Bahnstrecke Neudietendorf–Ritschenhausen     | zwischen Zella-Mehlis und Suhl                    |
| Totenfels-Tunnel                                   | 221 m  | 1897               | Oberlandbahn                                 | zwischen Bad Lobenstein und Blankenstein          |
| Weißenborner Tunnel (stillgelegt)                  | 204 m  | 1911               | Bahnstrecke Bleicherode–Herzberg             | zwischen Stöckey und Weißenborn-Lüderode          |
| Ronneburger Tunnel                                 | 200 m  | 1968               | Bahnstrecke Gößnitz–Gera                     | zwischen Ronneburg und Gera-Kaimberg              |
| Heiligenberg-Tunnel (stillgelegt)                  | 198 m  | 1880               | Bahnstrecke Leinefelde–Treysa (Kanonenbahn)  | zwischen Effelder und Großbartloff                |
| Hemmkoppen-Tunnel (stillgelegt)                    | 181 m  | 1895               | Oberlandbahn                                 | zwischen Ziegenrück und Bad Lobenstein            |
| Mühlenberg-I-Tunnel (stillgelegt)                  | 155 m  | 1880               | Bahnstrecke Leinefelde–Treysa (Kanonenbahn)  | zwischen Küllstedt und Effelder                   |
| Rothenthaler Tunnel                                | 139 m  | 1875               | Bahnstrecke Gera Süd–Weischlitz              | zwischen Greiz und Greiz-Dölau                    |
| Rote Wand-Tunnel                                   | 132 m  | 1893               | Bahnstrecke Zella-Mehlis–Wernshausen         | zwischen Zella-Mehlis und Benshausen              |
| Froschbergtunnel (stillgelegt)                     | 125 m  | 1898               | Bahnstrecke Probstzella–Neuhaus am Rennweg   | zwischen Ernstthal am Rennsteig und Probstzella   |
| Ziemß-Tunnel (stillgelegt)                         | 118 m  | 1895               | Oberlandbahn                                 | zwischen Ziegenrück und Bad Lobenstein            |
| Mehliser Tunnel                                    | 118 m  | 1893               | Bahnstrecke Zella-Mehlis–Wernshausen         | zwischen Zella-Mehlis und Benshausen              |
| Harrasmühlentunnel                                 | 117 m  | 1871               | Bahnstrecke Leipzig–Probstzella              | zwischen Neustadt und Pößneck                     |
| Bretmühlentunnel                                   | 109 m  | 1875               | Bahnstrecke Gera Süd–Weischlitz              | zwischen Neumühle und Greiz                       |
| Tunnel am Zwang                                    | 105 m  | 1883               | Bahnstrecke Neudietendorf–Ritschenhausen     | zwischen Gräfenroda und Gehlberg                  |
| Ziegenrücker Tunnel (stillgelegt)                  | 105 m  | 1894               | Oberlandbahn                                 | zwischen Auma und Ziegenrück                      |
| Tunnel Schüptitz (Valentinstunnel) 1929 abgetragen | 97 m   | 1883               | Bahnstrecke Werdau–Mehltheuer                | zwischen Loitsch-Hohenleuben und Schüptitz        |
| Schweinsbach-Tunnel (stillgelegt)                  | 89 m   | 1895               | Oberlandbahn                                 | zwischen Ziegenrück und Bad Lobenstein            |
| Hundsrück-Tunnel (stillgelegt, Radweg)             | 86 m   | 1891               | Schmalkalder Kreisbahn                       | zwischen Floh-Seligenthal und Kleinschmalkalden   |
| Hirschberg-Tunnel                                  | 85 m   | 1891               | Bahnstrecke Zella-Mehlis–Wernshausen         | zwischen Altersbach und Schmalkalden              |
| Osterburgtunnel                                    | 79 m   | 1883               | Bahnstrecke Werdau–Mehltheuer                | zwischen Weida Mitte und Weida Altstadt           |
| Zschachen-Mühlberg-Tunnel (stillgelegt)            | 72 m   | 1895               | Oberlandbahn                                 | zwischen Ziegenrück und Bad Lobenstein            |
| Vipsburgtunnel                                     | 71 m   | 1883               | Bahnstrecke Werdau–Mehltheuer                | zwischen Weida Altstadt und Loitsch-Hohenleuben   |
| Lochgut-Tunnel                                     | 60 m   | 1875               | Bahnstrecke Gera Süd–Weischlitz              | zwischen Wünschendorf und Berga/Elster            |